# Званновский сельсовет
Званновский сельсовет — сельское поселение в Глушковском районе Курской области Российской Федерации.
Административный центр — село Званное.

## История
Статус и границы сельского поселения установлены Законом Курской области от 21 октября 2004 года № 48-ЗКО «О муниципальных образованиях Курской области».

## Население
| 2002  | 2010  | 2012  | 2013  | 2014  | 2015  | 2016  |
| ----- | ----- | ----- | ----- | ----- | ----- | ----- |
| 2172  | ↘2119 | ↘2034 | ↗2040 | ↘2021 | ↘2013 | ↘1971 |
| 2017  | 2018  | 2019  | 2020  | 2021  |       |       |
| ↘1959 | ↘1935 | ↘1870 | ↘1837 | ↗1848 |       |       |

## Состав сельского поселения
| № | Населённый пункт | Тип населённого пункта       | Население |
| - | ---------------- | ---------------------------- | --------- |
| 1 | Будки            | село                         | ↘82       |
| 2 | Званное          | село, административный центр | ↘1838     |
| 3 | Лещиновка        | деревня                      | ↘199      |

## Археология
У деревни Лещиновка нашли два местонахождения эпохи палеолита — верхнепалеолитический  скребок (Лещиновка 8) и, возможно, могильник с трупоположениями (Лещиновка 9, инвентарь не обнаружен).